# Vera Kolarič
Vera Kolarič (r. Ivančič), slovenska političarka, * 4. januar 1923, Videm pri Ptuju, † 1991, Maribor.
Delovala je kot predsednica mariborskega mestnega sveta in predsednica Družbenopolitičnega zbora Skupščine SR Slovenije.

## Družbeno delovanje
Vera Kolarič je leta 1964 postala (kot prva ženska dotlej) predsednica mestnega sveta (županja) Maribora. Dolžnost je opravljala do leta 1967.
Od leta 1967 do 1969 je bila predsednica Družbenopolitičnega zbora Skupščine SR Slovenije.
Leta 1975 je postala predsednica prve skupščine SIS socialnega skrbstva v Mariboru.
Za svoje zasluge je leta 1977 prejela Srebrni grb mesta Maribor.